# 野村六彥
野村六彥（1940年2月10日—），日本足球運動員。曾经夺得1965年第一届日本足球聯賽的最佳射手（15球）。

## 外部連結
- （日語）日本足球協會 （页面存档备份，存于）